# Zbrodnie w Kubajówce
Zbrodnie w Kubajówce – seria zbrodni dokonanych od 1943 do 1945 przez nacjonalistów ukraińskich na ludności narodowości polskiej. Miejscem zbrodni była Kubajówka w gminie Majdan Średni, w powiecie nadwórniańskim. W zbrodniach tych zginęły łącznie 22 osoby.

## Nazwiska niektórych ofiar
Według Janusza Stankiewicza wśród ofiar zbrodni w Kubajówce byli m.in.:
Wrzesień 1944:
- Helena Budzanowska (lat 50)
- Bronisław Korotyniec (lat 29, zięć Heleny)

Styczeń 1945:
- Józef Król (lat 60, mąż Justyny)
- Justyna Król (lat 60, żona Józefa)
- Jurko Onufrak (lat 50)
- Maria Onufrak (lat 22, córka Jurka)
- Paulina Onufrak (lat 25, córka Jurka)
- (?) Rogala (ojciec Antoniny i Michaliny)

Kwiecień 1945:
- Franciszek Kaczorowski (lat 40)

Maj 1945:
- Michalina Hojwaniuk (lat 55)